# Hugo Gernsback
Hugo Gernsback (Lussemburgo, 16 agosto 1884 – New York, 19 agosto 1967) è stato un inventore, editore e scrittore lussemburghese naturalizzato statunitense.
Le sue pubblicazioni comprendono la prima rivista di fantascienza, Amazing Stories; il suo contributo a questo genere narrativo fu tanto importante che, insieme a H. G. Wells e Jules Verne, è ricordato come il padre della fantascienza. Ha coniato il termine science-fiction (fantascienza). Dal 1953 (eccezion fatta per il 1954), viene annualmente assegnato in suo onore il Premio Hugo per lavori di fantascienza e fantasy, durante lo svolgimento della WorldCon (World Science Fiction Convention).
Gernsback inoltre brevettò numerose invenzioni e fu un pioniere del radiantismo amatoriale e della televisione.

## Biografia
Hugo Gernsback emigrò negli Stati Uniti nel 1905 e venne naturalizzato statunitense. Si sposò tre volte: con Rose Harvey nel 1906, con Dorothy Kantrowitz nel 1921 e con Mary Hancher nel 1951.
Prima ancora di diventare un editore nel campo della fantascienza, Gernsback fu un pioniere dell'elettronica, importando componenti dall'Europa e promuovendo l'attività radioamatoriale. Nel 1908 fondò Modern Electrics, la prima rivista al mondo di elettronica, e successivamente la Wireless Association of America, che raccolse 10 000 membri nel giro di un anno. Nel 1913, stimando in circa 400 000 il numero di radioamatori statunitensi, fondò The Electric Experimenter, una seconda rivista di elettronica in cui cominciò per la prima volta a pubblicare racconti di fantascienza insieme agli articoli di giornalismo scientifico.
Nel 1925 fondò l'emittente radiofonica WRNY e fu coinvolto nella prima trasmissione televisiva.
Benché Gernsback non avesse creato dal nulla il genere fantascientifico, egli fondò nel 1926 la prima rivista ad esso specificamente dedicata, Amazing Stories, in cui per la prima volta si identificava il genere come è concepito oggi; Amazing Stories pubblicava solo e specificamente racconti di "scientifiction", come la definiva allora Gernsback. Il suo interesse per questo tipo di storie veniva dalla sua infanzia: il piccolo Hugo aveva letto i racconti di Percival Lowell restandone affascinato. Ebbe anche un ruolo importante nella nascita del fandom, il mondo degli appassionati di fantascienza, perché la rivista pubblicava, oltre alle lettere dei lettori, anche i loro indirizzi.
Nel 1929 perse il controllo della rivista dopo una causa legale per bancarotta; alcuni nutrono dei dubbi sulla correttezza del procedimento, pensando che sia stato influenzato dall'editore Bernarr Macfadden o che sia stato un espediente di Gernsback stesso per fondare una nuova azienda. Successivamente infatti Gernsback fondò due nuove riviste, Science Wonder Stories e Air Wonder Stories, che dopo il 1929 si fusero in una sola, Wonder Stories. Hugo Gernsback diresse la sua creatura fino al 1936, quando la vendette alla Thrilling Publications, che ne cambiò il nome in Thrilling Wonder Stories. Gernsback rimase nel settore editoriale come proprietario di diverse riviste redditizie, ma non tornò nel campo fantascientifico per quasi diciassette anni, quando lanciò Science-Fiction Plus, una nuova rivista in cui egli riproponeva le sue vecchie idee su una fantascienza istruttiva per i giovani, che tuttavia non riscosse molto successo e le cui pubblicazioni proseguirono solo per un anno.
Oltre che per la sua passione fantascientifica, Gernsback era noto anche per le sue pratiche commerciali al limite del lecito e per retribuire molto poco i suoi autori: H.P.Lovecraft e Clark Ashton Smith lo chiamavano "Hugo the Rat", Hugo il sorcio. Fu anche autore lui stesso: scrisse diversi racconti di fantascienza, fra cui Ralph 124C 41+, un omofono della frase inglese "one to foresee for one". Le sue opere, in generale piuttosto superficiali e di scarso valore letterario, contenevano però un gran numero di spunti ed ebbero una forte influenza sugli scrittori del genere.
Alla sua morte, avvenuta a New York il 19 agosto 1967, deteneva 80 brevetti.

## Opere
Di seguito le opere di Gernsback che hanno avuto un'edizione italiana.
- Ralph 124C 41+ (Ralph 124C 41+)
- Come vengono costruiti i canali di Marte (How the Martian Canals Are Built)
- La tempesta magnetica (The Magnetic Storm)

## Riferimenti nella cultura di massa
Nel 2020 esce Tune into the future di Eric Shockmel, documentario sulla sua vita che non lesina sugli aspetti più controversi.
In una missione del videogioco Mass Effect 2 il giocatore dovrà indagare nel luogo di schianto di un'astronave terrestre, la MSV Hugo Gernsback.
Nel racconto Il continuum di Gernsback di William Gibson il protagonista sperimenta un futuro alternativo nel quale le visioni tecnologiche ottimistiche di Gernsback e degli autori di fantascienza degli anni quaranta sono divenute realtà.
Nel racconto di Isaac Asimov Nascita di una nozione, scritto per il cinquantesimo anniversario della pubblicazione di Amazing Stories, il protagonista costruisce una macchina del tempo con la quale torna indietro fino al 1925 e incontra Gernsback su una panchina di Central Park. Nel corso della successiva conversazione gli suggerisce involontariamente sia il titolo della rivista sia l'uso del termine "fantascienza".